# Berrioplano (Navarra)
Berrioplano  (baskisch und ebenso offiziell: Berriobeiti) ist ein Ort und eine Gemeinde (municipio) in Navarra in Spanien mit 7.631 Einwohnern (Stand: 2024). Die Gemeinde besteht neben dem Verwaltungssitz Berrioplanio aus den Ortschaften Aizoáin, Añézcar, Artica, Ballariáin, Berriosuso, Elcarte, Larragueta, Loza und Oteiza de Berrioplano. Bevölkerungsreichster Ort ist Artica. 

## Geografie
Berriobeiti/Berrioplano liegt etwa acht Kilometer nordwestlich vom Stadtzentrum von Pamplona (Iruña) in einer Höhe von ca. 455 m in der Zone Navarras, die teilweise baskischsprachig ist (sog. zona mixta). Die Autopista AP-15 verbindet die Kommune mit der Westumfahrung Pamplonas.

## Geschichte
Die heutige Gemeinde wurde 1991 gebildet. In die frühere Gemeinde von Berrioplano wurde die Gemeinde Cendea de Ansoáin integriert.

## Bevölkerungsentwicklung
| Jahr        | 1992 | 2001 | 2011 | 2021 |
| ----------- | ---- | ---- | ---- | ---- |
| Einwohner   | 891  | 1278 | 5366 | 7468 |
| Quelle: INE |      |      |      |      |

## Sehenswürdigkeiten
- Kirche Mariä Reinigung in Berrioplano
- Peterskirche in Ballariáin
- Johannes-der-Täufer-Kirche in Oteiza

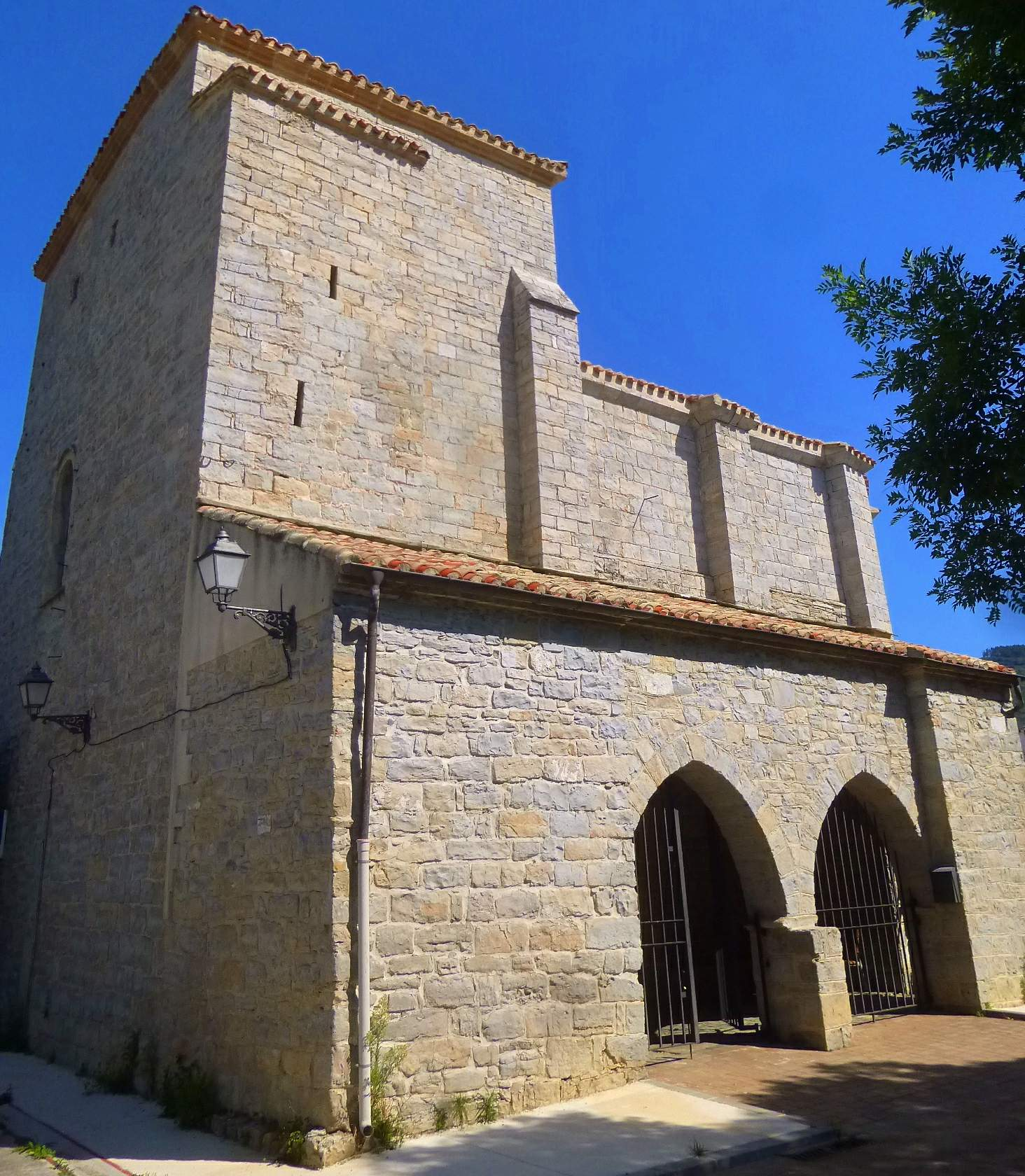
Kirche Mariä Reinigung in Berrioplano
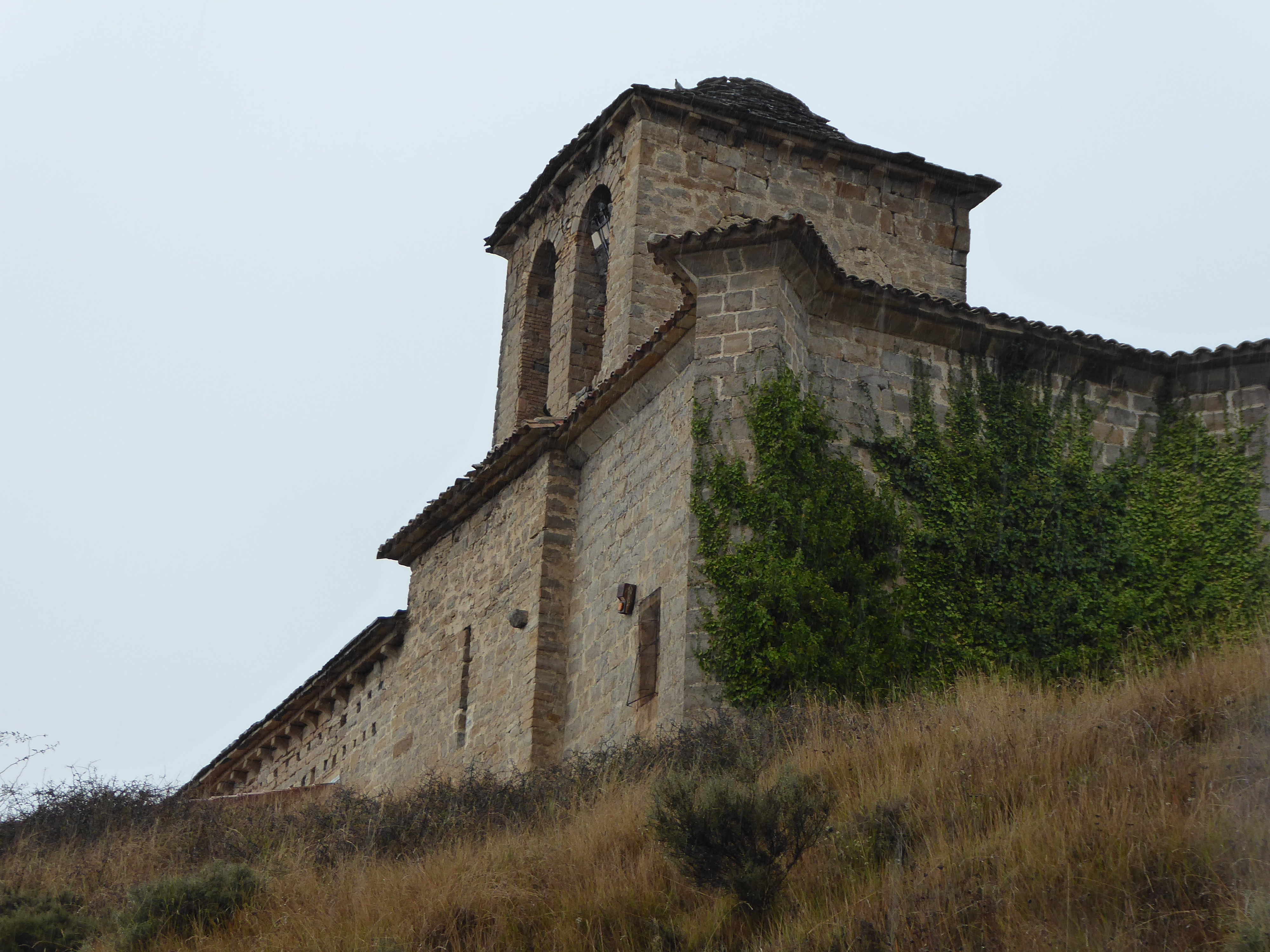
Peterskirche in Ballar
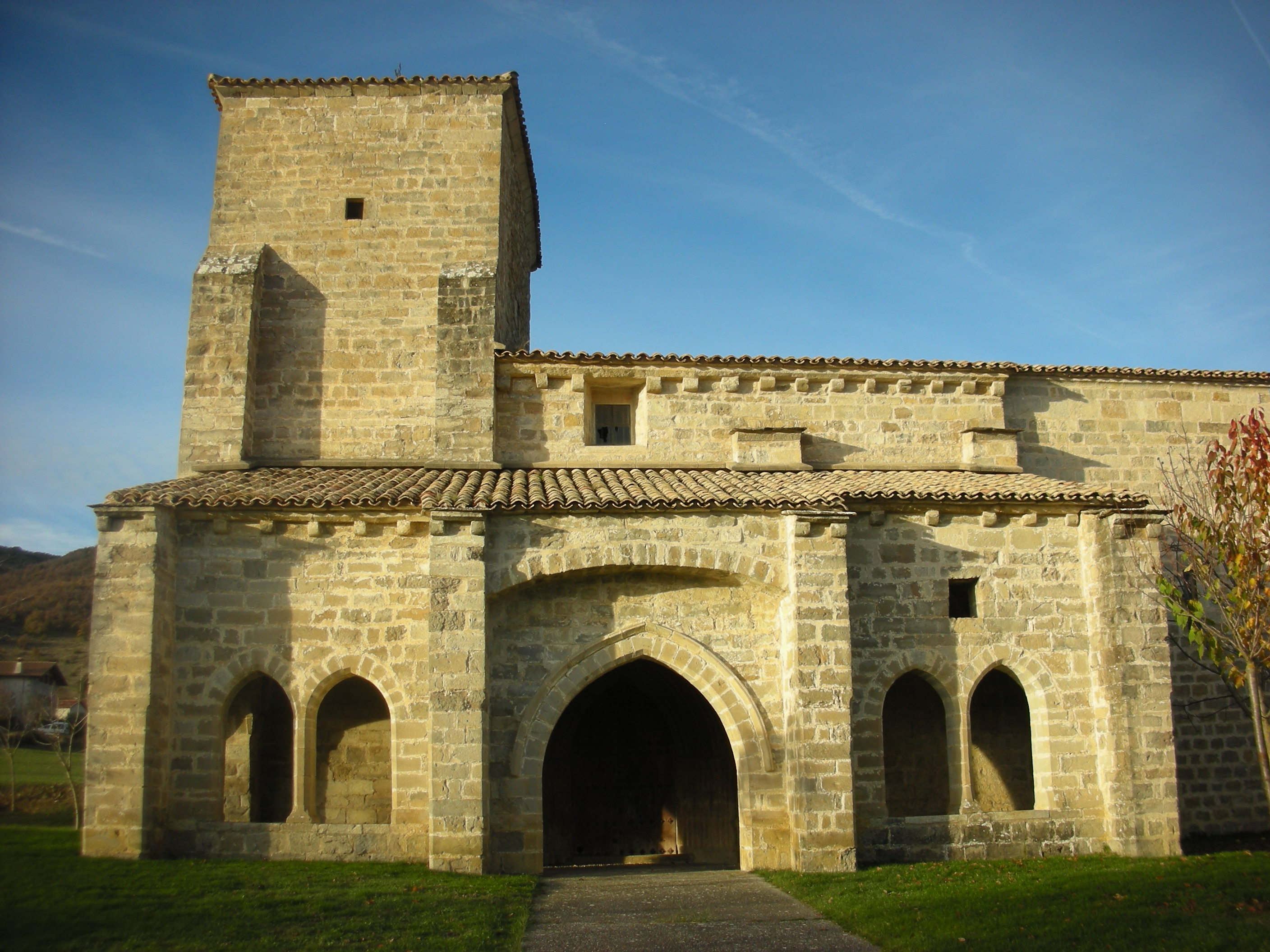
Johannes-der-Täufer-Kirche in Oteiza
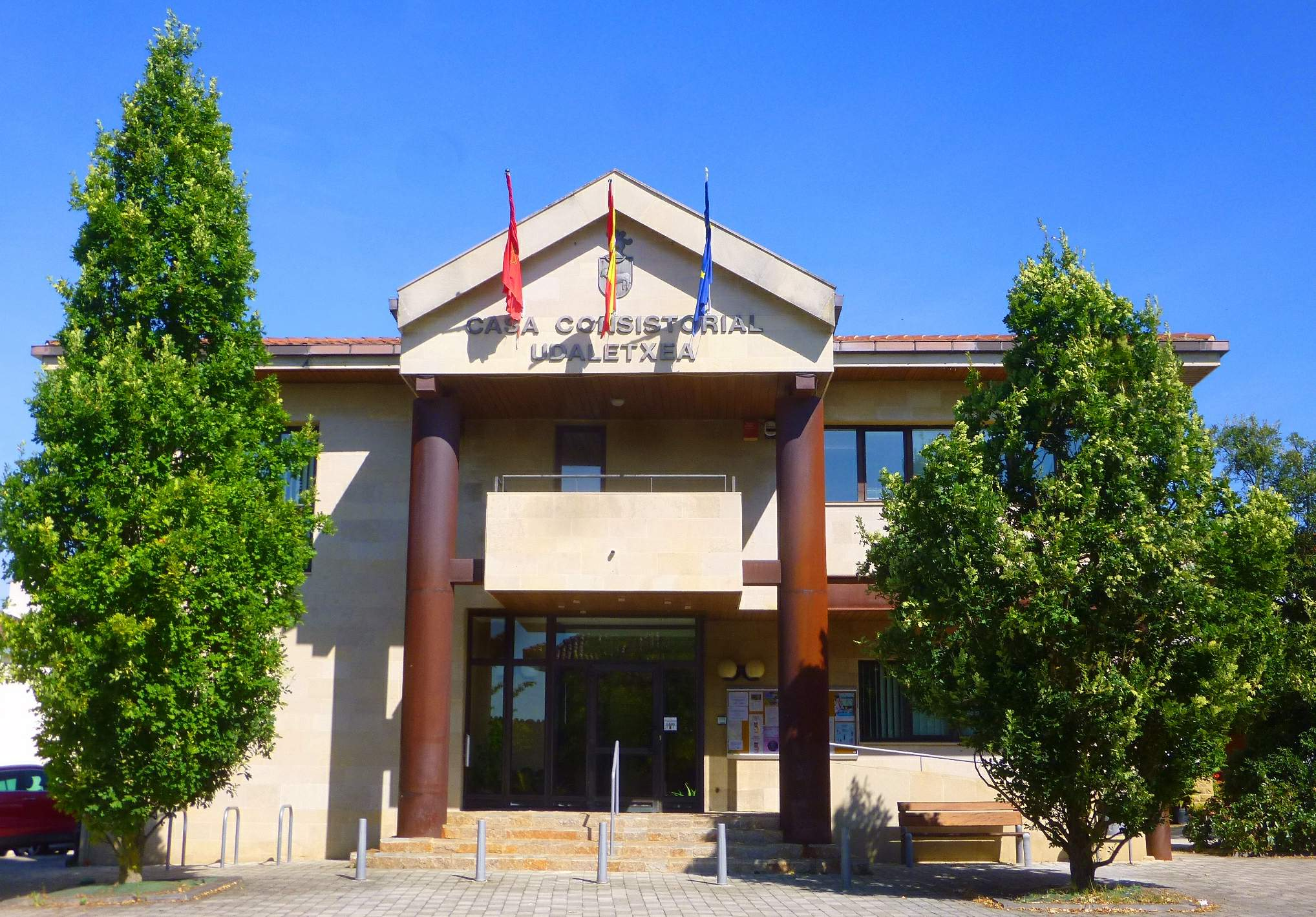
Rathaus in Berrioplano